# فيست ماس آن فال
فيست ماس آن فال West Maas en Waal  هي مدينة وبلدية بمقاطعة خيلدرلند، هولندا.

## طوبوغرافيا
خريطة طوبوغرافية لبلدية فيست ماس آن فال، 2013، (تقرأ بعد ثلاث نقرات على الخريطة).